# Ченге и половина
„Ченге и половина“ (на английски: Cop and a Half) е американска криминална комедия от 1993 г. на режисьора Хенри Уинклър с участието на Бърт Рейнолдс.